# GFIグループ
GFIグループ (GFI Group Inc.) はアメリカ合衆国の証券仲介会社。1987年にニューヨークで創設された。
グループは世界的に卸売市場証券会社サービスを提供している。具体的には地球規模の店頭販売と現金売り、デリバティブである。以後、取扱商品をGFIは、定収入デリバティブ、現金の定収入、市場金融商品、エネルギーと商品のデリバティブ、および普通株を含む市場の広い範囲に拡大した。